# Варварівський
Варварівський — роз'їзд 5-го класу Полтавської дирекції Південної залізниці на лінії Курінь — Прилуки між станціями Бахмач-Київський (14 км) та Більмачівка (14 км).
Розташований поблизу села Варварівка Бахмацького району Чернігівської області.

## Історія
Роз'їзд було відкрито 1929 року на відкритій у 1912 році залізниці Бахмач — Ічня.

## Пасажирське сполучення
На станції зупиняються лише приміські поїзди до станцій Бахмач-Пасажирський та Прилуки.